# Lista rakiet nośnych
Lista rakiet nośnych uszeregowana jest alfabetycznie oraz według krajów (agencji kosmicznych), w których dana rakieta została skonstruowana.

## Ameryka

### Stany Zjednoczone
- Antares
- Ares

Ares I
Ares IV
Ares V
- Athena
- Atlas

Atlas B
Atlas Able
Atlas C
Atlas C Able
Atlas D
Atlas D Able
Atlas Agena
Atlas Agena A
Atlas Agena B
Atlas Agena D
Atlas E/F
Atlas G
Atlas H
Atlas I
Atlas II
Atlas III
Atlas V
Atlas Centaur
Atlas Centaur LV-3C
- Blue Scout

Blue Scout Junior
Blue Scout 2
- Centaur
- Delta

Delta 0100
Delta 1000
Delta 2000
Delta 3000
Delta 4000
Delta 5000
Delta II
Delta III
Delta IV
Delta IV Heavy
- Falcon

Falcon 1
Falcon 5
Falcon 9
Falcon Heavy
- Juno

Juno I \ Jupiter C
Juno II
Juno III
Juno IV
Juno V
- Little Joe

Little Joe
Little Joe II
- Nova
- Pegasus
- Redstone

Mercury Redstone
Redstone Sparta
- Minotaur

Minotaur 1
Minotaur IV
Minotaur V
- Saturn

Saturn I
Saturn I Block 2
Saturn IB
Saturn V
- Scout

Scout X-1
Scout X-2
Scout X-3
Scout X-4
- Sea Dragon
- Wahadłowiec kosmiczny

Shuttle SERV
rakieta dodatkowa na paliwo stałe systemu STS
- Titan

Titan I
Titan II Gemini LV
Titan 23B
Titan 3A
Titan 3B
Titan 3C
Titan 3D
Titan 3E
Titan 34D
Titan 23G
Commercial Titan III
Titan IV
- Thor

Thor Able
Thor Able I
Thor Able II
Thor Able III
Thor Able IV
Thor Able Star
Thor Agena
Thor Agena A
Thor Agena B
Thor Agena D
Thorad-Agena
Thor-Burner
Thor Burner 1
Thor Burner 2
Thor Delta
Thor Delta A
Thor Delta B
Thor Delta C
Thor Delta D
Thor Delta E
Thor Delta G
Thor Delta J
Thor Delta L
Thor Delta M
Thor Delta N
- Vanguard
- X-42

## Azja(orazBliski Wschód)

### Chińska Republika Ludowa
- Chang Zheng (Długi Marsz)

Chang Zheng 1
Chang Zheng 2 (A, C, D, E, F)
Chang Zheng 3 (A, B, C)
Chang Zheng 4 (A, B C)
Chang Zheng 5
Chang Zheng 6
Chang Zheng 7
Chang Zheng 9
Chang Zheng 11
- Feng Bao 1
- Kaituozhe-1

### Indie
- Satellite Launch Vehicle

Advanced Satellite Launch Vehicle (ASLV)
Geosynchronous Satellite Launch Vehicle (GSLV)
Geosynchronous Satellite Launch Vehicle Mark 3 (GSLV MK3)
Polar Satellite Launch Vehicle (PSLV)

### Izrael
- Shavit

Shavit-1
Shavit-2
Shavit-3

### Japonia
- Epsilon
- H

H-I
H-II
H-IIA
H-IIB
H-III
- Lambda L4S
- Q
- N

N-I
N-II
- Mu

M-4S
M-3C
M-3H
M-3S
M-3S2
M-5

### Koreańska Republika Ludowo-Demokratyczna (Korea Północna)
- Paektusan
- Unha

### Republika Korei (Korea Południowa)
- KSLV

## Dawny Związek Radziecki

### Rosja/Związek Radziecki
- Angara
- Energia

Energia-M
Energia II (Uragan)
Energia-Wulkan
- Kosmos

Kosmos 11K65M
Kosmos 63S1
- Łuna

Łuna 8K72
- N1
- Mołnia

Mołnia 8K78
Mołnia 8K78M
wariant BL
wariant ML
wariant SOL
- Proton

Proton K
Proton M
- R-7
- Start-1
- Sztil
- Sputnik

Sputnik 8K71PS
Sputnik 8A91
- Sojuz

Sojuz-U
Sojuz-FG
Sojuz 2
- Wołna
- Woschod

Woschod 11A57
- Wostok

Wostok 8A92
Wostok 8K72
Wostok 8K72K

### Ukraina
- Dniepr
- Cyklon

Cyklon-2
Cyklon-3
Cyklon-4
- Zenit

Zenit-2
Zenit-3SL
Zenit 3SLB
Zenit 3F

## Europa

### Europejska Agencja Kosmiczna(międzynarodowa)
- Ariane

Ariane 1
Ariane 2
Ariane 3
Ariane 4
Ariane 5
Ariane 5 G/G+/GS
Ariane 5 ECA
Ariane 5 ES
- Europa

Europa 2
- Vega

### Francja
- Diamant
- Veronique

### Wielka Brytania
- Blue Streak
- Black Arrow